# 전주예술고등학교
전주예술고등학교(全州藝術高等學校)는 대한민국 전북특별자치도 완주군 구이면 항가리에 있는 사립 고등학교이다.

## 학교 연혁
- 1992년 6월 10일 : 학교법인 정신학원 설립인가, 학교법인 정신학원 초대 이사장 황경수 신부 취임
- 1994년 10월 17일 : 전주예술고등학교 설립인가, 국악ㆍ음악ㆍ미술ㆍ무용ㆍ연극영화과 (총 5개학과 15학급 인가)
- 1995년 3월 1일 : 초대 교장 김순만 선생 취임
- 1995년 3월 6일 : 제1회 입학식 (230명)
- 1998년 2월 10일 : 제1회 졸업식 (209명)
- 2000년 6월 10일 : 예술실습관(예린관, 예린별관) 준공(연면적 740평, 실기실 14실, 개인연습실 45실)
- 2005년 4월 14일 : 자율학교 지정
- 2007년 2월 16일 : 학교법인 성·안나교육재단으로 법인명 변경
- 2008년 12월 15일 : 한국예술영재교육원 전북거점센터 지정
- 2017년 4월 28일 : 제5대 이사장 강덕창 신부 취임
- 2018년 3월 2일 : 자율학교 지정(2018년 3월 ~ 2021년 2월)
- 2020년 2월 13일 : 제23회 졸업식(197명 졸업, 총 5,729명)
- 2024년 8월 7일 : 전주예술고등학교 특수목적고 지정취소(예술계열 특목고→예술계열 일반고)
- 2025년 1월 8일 : 제28회 졸업식
- 2025년 3월 1일 : 제13대 교장 배관진 선생 취임
- 2025년 3월 4일 : 제31회 입학식

## 설치 학과
- 음악과
- 공연예술과
- 디자인미술과

## 참고 자료
- 전주예술고등학교 - 한국교육학술정보원 학교알리미